# مظاهرات عدن
اندلعت مظاهرات في شوارع عدن في أوائل عام 1967، أثناء ثورة 14 أكتوبر. في 19-20 يناير 1967، قادت الجبهة القومية للتحرير مظاهرات في شوارع عدن. فقدت الشرطة السيطرة، لذلك نشر المفوض السامي البريطاني ريتشارد تورنبول القوات البريطانية لقمع المظاهرات. تبع ذلك نزول متظاهرين تابعين لجبهة تحرير جنوب اليمن المحتل إلى الشوارع مما أدى بعد ذلك إلى صراع مع القوات البريطانية حتى فبراير. ساعدت الحالة المزاجية التي أحدثتها المظاهرات في تمرد الشرطة العربية.
كانت هناك مظاهرات سابقة في عدن في أكتوبر 1965.

## روابط خارجية
- طوارئ عدن في موقع Argylls